# Clach Ard
Clach Ard ist einer von drei piktischen Symbolsteinen auf der Isle of Skye in der Council Area Highland in Schottland. Er ist als Scheduled Monument denkmalgeschützt.
Die meisten der 242 bisher gefundenen Steine stammen aus dem Gebiet zwischen Fife im Süden, den Orkney und Shetlands im Norden und liegen primär in der Osthälfte Schottlands. In der Westhälfte wurden nur neun gefunden.
Clach Ard steht in Tote bei Kensaleyre, in der Nähe der Südspitze von Loch Snizort und etwas mehr als acht Kilometer nordwestlich von Portree. 1880 wurde er beim Abriss einer Hütte gefunden, wo er als Türsturz diente, und an seine jetzige Position gebracht.
Clach Ard bedeutet „hoher Stein“. Er ist knapp 1,4 m hoch und 0,5 m breit. Die Vorderseite mit den Petroglyphen zeigt nach Südwesten. Einige von ihnen sind durch Erosion und Flechtenbewuchs nur noch schwer zu erkennen. Es findet sich eine Auswahl von Symbolen, die sich oft auf derartigen Steinen findet. Dazu gehören die „Doppelscheibe“ der „Halbmond“ sowie ein „V-Stab“ und ein „Z-Stab“. Am unteren Rand soll es auch ein „Spiegel und Kamm“-Symbol geben, aber dies ist entweder in der Erde versenkt oder von Flechten überdeckt.